# Samtgemeinde Hattorf am Harz
La comunità amministrativa di Hattorf am Harz (Samtgemeinde Hattorf am Harz) si trova nel circondario di Gottinga nella Bassa Sassonia, in Germania.

## Suddivisione
Comprende 4 comuni:
1. Elbingerode
2. Hattorf am Harz
3. Hörden am Harz
4. Wulften am Harz

Il capoluogo è Hattorf am Harz.